# Рамнараян Таркаратно
Рамнараян Таркаратно (*রামনারায়ণ তর্করত্ন, 22 грудня 1822 —19 січня 1886) — індійський письменник й драматург, що складав твори мовою бенгалі.

## Життєпис
Походив з освітянської родини. Його дід та батько були викладачами. Спочатку здобув класичну освіту. З 1843 до 1853 року навчався у Санскритському коледжі. Після закінчення був запрошений викладачем у Метрополітан-коледжі. На цей період приходиться початок та роквіт його літературної діяльності.
З 1875 по 1882 рік як професор викладав у Санскритському коледжі. З 1882 року повертається на батьківщину, де помирає у 1886 році.

## Творчість
Усього в доробку Таркаратно 9 п'єс. Він автор п'єс і фарсів, зокрема на сучасні теми — «Честь брахмана понад усе» («Кулинкуло шорбошшо», 1854 рік), «Нова драма» («Нобоа наток», 1866 рік). Працював також над сюжетами з пуран — «Викрадення Рукміні» («Рукмініхорон», 1871 рік), «Загибель Канси» (« Коншободх», 1875 рік), «Перемога Дхарми» («Дхормобіджой», 1875 рік). займався переробкою санскритських драм — «Ратнавалі» (1858 рік), «Шакунтала» (1860 рік) «Малатімадхава» (1867 рік).
Незважаючи на недосконалість форми і спробу зберегти зв'язок з традиційною санскритською драмою в п'єсах на сучасні авторові теми у гостро гротескній формі висміюються пережитки феодального суспільства. Твори Таркаратно зіграли помітну роль у розвитку бенгальської драматургії.